# Sarah Paulson
Sarah Catharine Paulson (Tampa, Florida, 17 de desembre de 1974) és una actriu de cinema, teatre i televisió estatunidenca. Començà a actuar a escenaris i a la dècada de 1990 va actuar a American Gothic (1995-96), i Jack & Jill (1999-2001). Més tard va aparèixer en pel·lícules de comèdia com What Women Want (2000) i Down with Love (2003), i va tenir papers dramàtics a Path to War (2002) i The Notorious Bettie Page (2005). De 2006 a 2007, Paulson va fer el paper de Harriet Hayes en una sèrie dramàtica i còmica d'NBC titulada Studio 60 on the Sunset Strip, pel qual va obtenir una nominació al Globus d'Or. El 2008 interpretà a Ellen Dolan a una pel·lícula de superherois, anomenada The Spirit.

## Biografia
Paulson va aparèixer a Broadway actuant a The Glass Menagerie (2005) i Collected Stories (2010). Ella també va actuar en diverses pel·lícules fetes per a la televisió i en pel·lícules independents, i va tenir un paper destacat a la sèrie còmica de l'ABC, titulada Cupid (2009). Més tard va actuar al drama independent Martha Marcy May Marlene (2011), i va rebre nominacions als Emmy i Globus d'Or per la seva interpretació de Nicolle Wallace a la pel·lícula d'HBO, anomenada Game Change (2012).
El 2011, Paulson va començar protagonitzant la sèrie d'antologia FX American Horror Story, interpretant diferents personatges en cadascuna de les cinc temporades de la sèrie. Per la seva actuació a la segona temporada, va guanyar un Premi de televisió d'elecció dels crítics a la millor actriu secundària en minisèrie o telefim i fou nominada per a un premi Primetime Emmy el 2013. Al mateix any, Paulson va interpretar a Maria Epps al drama històric, guanyador d'un Oscar, titulat 12 anys d'esclavitud, per la qual va rebre elogis de la crítica. Va ser nominada per a un Primetime Emmy a la millor actriu secundària en minisèrie o telefilm per la tercera temporada d'American Horror Story el 2014. A més a més, el 2015 va guanyar el Critics' Choice Television Award i va rebre una nominació per al Primetime Emmy Award for Outstanding Supporting Actress in a Miniseries or Movie per la quarta temporada de la mateixa sèrie i va interpretar a Abby Gerhard a Carol.

### Vida privada
Paulson va tenir una relació sentimental amb la també actriu Cherry Jones (L'home que xiuxiuejava als cavalls, Erin Brockovich, Amelia) del 2004 al 2009; prèviament, només havia sortit amb homes, i fins i tot havia estat compromesa amb el dramaturg Tracy Letts. En una entrevista l'any 2013 va afirmar que la situació era fluïda per a ella, referint-se a la seva sexualitat. Des de principis de l'any 2015 té una relació sentimental amb l'actriu Holland Taylor (La joia del Nil, Alice, The Truman Show).
Paulson viu a Los Angeles.

## Filmografia

### Cinema
- 1997: Levitation de Scott D. Goldstein: Acey
- 1999: L'Altra Germana (The Other Sister) de Garry Marshall: Heather Tate
- 1999: Held Up de Steve Rash: Mary
- 2000: El que volen les dones (What Women Want) de Nancy Meyers: Annie
- 2002: Bug de Phil Hay i Matt Manfredi: Eilleen
- 2003: Bye Bye Love (Down with Love) de Peyton Reed: Vicky Hiller
- 2005: Swimmers de Doug Sadler: Merrill
- 2005: Serenity de Joss Whedon: metge Caron
- 2005: The Notorious Bettie Pàgina de Mary Harron: Bunny Yeager
- 2006: Diggers de Katherine Dieckmann: Julie
- 2006: Griffin and Phoenix d'Ed Stone: Peri
- 2008: The Spirit de Frank Miller: doctora Ellen Dolan
- 2009: Whose Dog is it Anyway? (curt) de Cindy Chupack: Emma
- 2011: After-School Special (curt) de Jacob Chase: Dona
- 2011: New Year's Eve de Garry Marshall: Grace Schwab
- 2011: Martha Marcy May Marlene de Sean Durkin: Lucy
- 2012: Mud de Jeff Nichols: Mary Lee
- 2012: Fairhaven de Tom O'Brien: Kate
- 2012: The Time Being de Nenad Cicin-Sa: Sarah
- 2012: Stars in Shorts: Dona
- 2013: Twelve Years a Slave de Steve McQueen: madame Epps
- 2014: Twitterkills (curt) de Brett Sorem: Sarah Pendersen
- 2015: Carol de Todd Haynes: Abby Gerhard
- 2015: The Runner d'Austin Stark: Kate Haber
- 2017: The Post de Steven Spielberg: Tony Bradlee
- 2018: Ocean's 8 de Gary Ross: Tammy
- 2018: Bird Box de Susanne Bier
- 2019: Glass de M. Night Shyamalan:

### Televisió

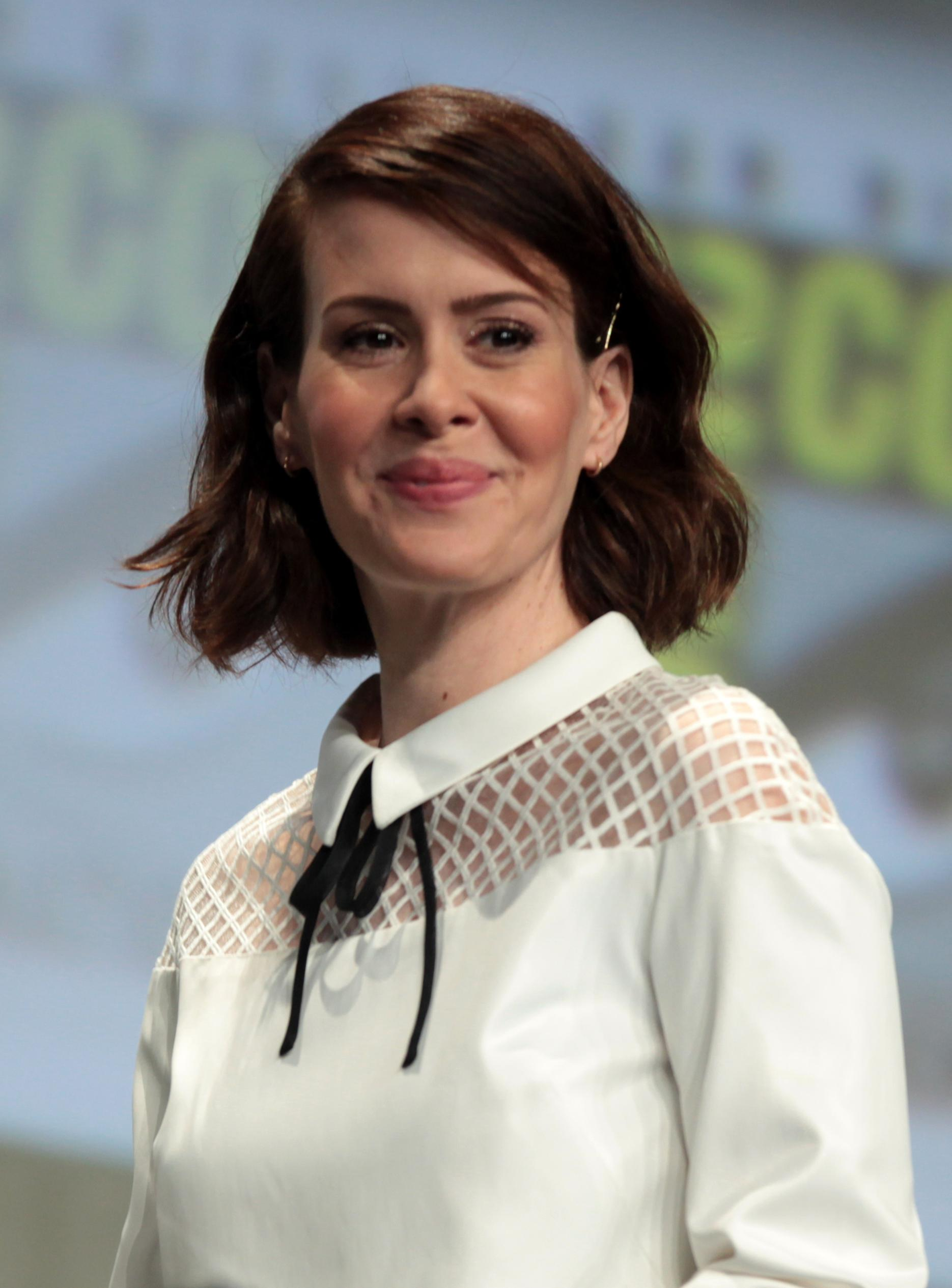
El juliol 2014, al Comic-Con de San Diego 2014, per a la promoció d'American Horror Story: Freak Show.

#### Telefilms
- 1995: Friends at Last de John David Coles: Diana (edat 21)
- 1996: Shaughnessy de Michael Ray Rhodes:
- 1998: The Long Way Home de Glenn Jordan: Leanne Bossert
- 2000: Metropolis de Michael M. Robin: Audrey
- 2002: Path to War de John Frankenheimer: Luci Baines Johnson
- 2006: A Christmas Wedding de Michael Zinberg: Emily
- 2010: November Christma de Robert Harmon: Beth Marks
- 2012: Game Change de Jay Roach: Nicolle Wallace

#### Sèries televisades
- 1994: Law & Order: Maggie Conner (temporada 5, episodi 4)
- 1995-1996: American Gothic: Merlyn Temple (temporada 1)
- 1997: Cracker: Janice
- 1998: Real Life: Lucy
- 1999-2001: Jack and Jill: Elisa Cronkite (temporada 1 i 2)
- 2001: Touched by any Angel: Zoe (temporada 8, episodi 4)
- 2002: Leap of Faith: Faith Wardwell (temporada 1, 6 episodis)
- 2004: The D.A.: Lisa Patterson (temporada 1, 2 episodis)
- 2004: Nip/Tuck: Agatha Ripp (temporada 2, episodi 8)
- 2005: Deadwood: Miss Isringhausen (temporada 2, 9 episodis)
- 2006-2007: Studio 60 es the Sunset Strip: Harriet Hayes (temporada 1, 22 episodis)
- 2007: Desperate Housewives: Lydia Lindquist (germana de Lynette Scavo) (temporada 4, episodi 7)
- 2008: Pretty/Handsome de Ryan Murphy: Corky Fromme (pilot no difós)
- 2008: Puppy Love: Emma (temporada 1, episodi 5)
- 2009: Cupid: doctora Clara McCrae (temporada 1, 7 episodis)
- 2010: Law and Order: Special Victims Unit: Anne Gillette (temporada 11, episodi 12)
- 2010: Grey's Anatomy: Ellis Grey de jove (temporada 6, episodi 15)
- 2011: American Horror Story: Murder House: Billie Dean Howard (temporada 1, episodis 6, 9 i 11)
- 2011: Desperate Housewives: Lydia Lindquist (germana de Lynette Scavo) (temporada 8, episodi 3)
- 2012: Blue: Lavinia
- 2012-2013: American Horror Story: Asylum: Lana Winters (temporada 2)
- 2013-2014: American Horror Story: Coven: Cordelia Fox (temporada 3)
- 2014-2015: American Horror Story: Freak Show: Bette & Dot Tattler (temporada 4)
- 2015-2016: American Horror Story: Hotel: Sally "Hypodermic Sally" McKenna / Billie Dean Howard (temporada 5)
- 2016: The People v. O. J. Simpson: American Crime Story (temporada 1)
- 2016: American Horror Story: Roanoke: Audrey Tindall / Shelby Miller (versió fictícia) / Lana Winters (temporada 6)
- 2017: Feud: Geraldine Page (temporada 1, episodi 5)
- 2017: American Horror Story: Cult: Ally Mayfair-Richards (temporada 7)
- 2019: American Crime Story: Katrina